# Línea Totana-Cartagena
La línea Totana-Cartagena, también conocida como la línea Totana-Pinilla, fue un proyecto ferroviario español de carácter estratégico cuya construcción no llegó a finalizarse. Este proyecto constituía uno de los trazados previstos en el Plan Guadalhorce de 1926, si bien nunca se llegó a completar y quedó abandonado. En la actualidad el trazado inacabado ha sido reconvertido en la denominada vía verde del Campo de Cartagena. 

## Historia
Ya desde 1885 se había venido reclamando la construcción de un ferrocarril directo Lorca-Cartagena, si bien ningún proyecto llegó a materializarse.
El Plan Preferente de Ferrocarriles de Urgente Construcción de 1926, más conocido como «Plan Guadalhorce», contemplaba la construcción de una línea férrea que uniera los puertos de Cartagena, Mazarrón y Águilas con el de Cádiz. No hay que olvidar que Cádiz y Cartagena eran importantes bases navales. Según ha señalado Ángel Menchón, esta «se trataba de una red complementaria y moderna, propia del siglo XX [...] no tenía ni un paso a nivel».  Durante los obras que se realizaron se llegó a construir la plataforma del tramo Totana-Cartagena y del ramal La Pinilla-Mazarrón, e incluso se levantó una estación de ferrocarril justo en el límite municipal entre Mazarrón y Alhama de Murcia. No obstante, nunca se llegó a instalar el tendido ferroviario y con el paso de los años el proyecto quedó en el olvido, quedando abandonadas las obras ya realizadas.

## Reconversión en Vía verde
En la actualidad, el tramo Totana-Cartagena es una vía verde. La Consejería de Turismo y Cultura de la Región de Murcia impulsó la recuperación de esta línea ferroviaria, que venía recogida en su plan 2006-2012. Se trata de dos tendidos ferroviarios separados: Cartagena-Totana (51 km) y La Pinilla-Mazarrón (15 km). La vía verde fue inaugurada en 2017, con un coste de 1,34 millones de euros. A lo largo del recorrido se puede ver rastros de lo que iban a ser las estaciones de la línea.